# Liam Henderson
Liam Henderson (ur. 25 kwietnia 1996 w Livingston) – szkocki piłkarz występujący na pozycji środkowego pomocnika we włoskim klubie Empoli FC.